# 文丘里效应

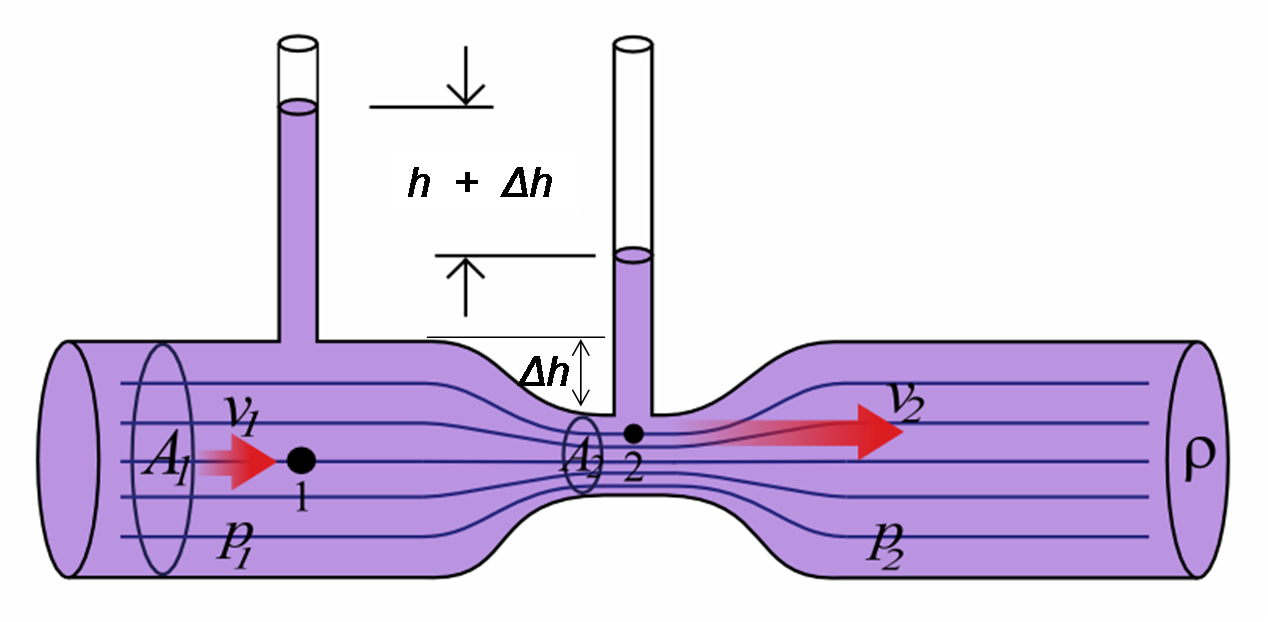

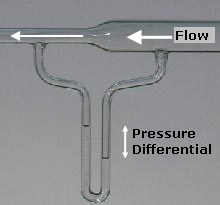
通過文丘里流量計空氣的流動，表示柱連接在（壓力計）和部分地填充水。壓力計是以公分或英吋計量的水柱頭的壓力差異而被「讀」出。

文丘里管里的流体

文丘里效應（也稱為文氏效應）。此現象以其發現者，義大利物理學家文丘里（1746–1822）命名。這種效應是指在高速流動的氣體附近會產生壓力減少，進而產生吸附作用。利用這種效應可以製作出文氏管。

## 作用原理
当气体或液体在文丘里管里面流动，因著連續性方程式在管道的最窄处，速度达到最大值，静态压力达到最小值。气体（液体）的速度因为涌流横截面积变化的关系而上升。整个湧流都要在同一时间能经历管道缩小过程，因而压力也在同一时间减小。进而产生压力差，这个压力差用于测量或者给流体提供一个外在吸力。
对于理想流体（气体或者液体，其不可压缩和不具有摩擦），其压力差通过伯努利定律获得。
参照该图的右侧，利用伯努利方程在不可压缩流动（如水的流动或其它液体或气体的低速流量）的特殊情况下，在收缩的理论压力降由下式给出：
{\displaystyle p_{1}-p_{2}={\frac {\rho }{2}}\left(v_{2}^{2}-v_{1}^{2}\right)}
其中{\displaystyle \scriptstyle \rho \,}，是流体的密度，{\displaystyle \scriptstyle v_{1}}是（慢）流体速度在管道较宽，{\displaystyle \scriptstyle v_{2}}是（较快）流体速度，其中管是较窄（如在右图可见）。

### 阻扼流动
当涌流达到了声速，文丘里管将被称为拉法尔喷嘴（渐缩阔喷嘴）。

## 应用
文丘里管在现今科技发展中的得到应用。因为其制造和维护成本比较低。比如在水族馆水循环系统中充当去浮沉的装置（分离器）。又比如在化学方面用于为液体除去气体；亦或者于物理用于测量流体的速度。
同样，加油气压设备中的准备单元的加油嘴也是应用了这一原理。作为机械制造方面工业的标准部件，文丘里管应用在“焊接压力分配器”，定义根据DIN19215与ISO5167。

## 参見
- 地面效应
- 伯努利定律
- 拉伐尔喷管
- 本生燈
- 皮托管